# Heinola (Verwaltungsgemeinschaft)
Die Verwaltungsgemeinschaft Heinola (finnisch Heinolan seutukunta) war eine von zwei Verwaltungsgemeinschaften (seutukunta) der finnischen Landschaft Päijät-Häme. Zu ihr gehörten die folgenden drei Städte und Gemeinden:
- Hartola
- Heinola
- Sysmä

Am 1. Januar 2010 wurde die Verwaltungsgemeinschaft Heinola mit der Verwaltungsgemeinschaft Lahti vereinigt.